# Josef Schnitzer junior
Josef Schnitzer junior (* 8. November 1915 in Bayerniederhofen; † 1984) war ein deutscher Stuckateur.

## Leben
Zusammen mit seinem älteren Bruder Jakob und den jüngeren Brüdern Anton und Karl erlernte er im elterlichen Betrieb das Stuckhandwerk, das er 1949 mit der Meisterprüfung abschloss.
1947 heiratete er Katharina Resch aus Trauchgau und schon einige Jahre später übernahm er nach dem Tod seines Vaters Josef Schnitzer den elterlichen Betrieb.
Mit seiner Stuckateursfirma war er ein in ganz Deutschland und auch im europäischen Ausland gesuchter Spezialist für Stuckrestaurierungen und dann besonders auch für Rekonstruktionen historischer Stuckausstattungen. Eines seiner Hauptwerke war die Rekonstruktion der Stuckarbeiten in der Münchner Residenz.
Vom 26. Juni bis zum 17. August 2008 veranstaltete der historische Kulturverein Alt Füssen eine Sonderausstellung im Museum der Stadt Füssen unter dem Titel „Nachschaffen im Geist des Originals-Modelle der Stuckateure Josef Schnitzer, Vater und Sohn“. In Ergänzung trägt der Leiter des Museums dort am 10. November 2008 zum Thema „Josef Schnitzer-Stuckateure in Buching“ vor.

## Werke
- 1950/51 Friedrichshafen, Schlosskirche: Restaurierung und Neustuckierungen der kriegsbeschädigten Kirche
- 1953 Schwangau, St. Koloman: Generalsanierung aufgrund des Besuches von Bundespräsident Theodor Heuss
- 1954 Kempten, Residenz: Restaurierungen des Stucks in den Prunkräumen
- 1956/57 Bruchhausen / Sauerland, Pfarrkirche; Erstellen eines neuen Hochaltares und zweier Seitenaltäre
- 1957–83 München, Residenz: Wiederaufbau der stark kriegszerstörten Residenz, Stuckarbeiten, Stuckmarmor-Rekonstruktionen (besonders Portale im Kaisersaal) und Scagliolaarbeiten (besonders Reiche Kapelle)
- 1961 Bruchsal, Schloss: Rekonstruktion des kriegszerstörten Schlosses, zahlreiche Stuckarbeiten
- 1962/63 Ottobeuren, Basilika: Restaurierungen des Stucks und der Stuckmarmoraltäre
- 1965–67 Kreuzlingen / Schweiz, Pfarrkirche St. Ulrich: Neustuckierung der Decke und neuer Hochaltar
- 1970–72 Füssen, Stadtpfarrkirche St. Mang: Restaurierung des Stucks und Neuanfertigung eines Stuckbaldachins über dem Hochaltar
- 1973/83 München, Asamkirche, Restaurierung
- 1973/78 München, St.-Anna-Damenstift: Rekonstruktion des Hochaltar-Tabernakels
- 1973–81 Passau, Dom: Restaurierung des Stucks und Neustuckierungen
- 1978 Schwangau, Schloss Neuschwanstein: Restaurierung der Grotte